# Hard trance
Hard trance er en dance-musikform og en af de største og ældste former for trance, som blev populær i de tidlige 1990'ere i store dele af verden, især i Tyskland og Japan, og var for det meste relateret til happy hardcore på daværende tidspunkt. Udviklingerne af hard trance blev forankret inden for tidligere eksisterende former for trancemusik, især acid trance. Den væsentligste forskel mellem hard trance og trance er, at hard trance har en dybere 'bassline', og et i reglen højere antal bpm. Efter et dyk i populariteten i de sene 1990'ere er genren blevet moderniseret i det nye årtusinde, efter at DJ's som Joop, DJ Scot Project og Bas & Ram har givet genren et stort comeback.

## Eksempler på kunstnere
- Jones & Stephenson[1]
- Cherry Moon Trax[2]
- Cosmic Gate
- Basshunter
- Yves Deruyter[3]
- DJ Dean
- Leviathan[4]
- Scooter
- DJ Dave Davis[5]
- Blue Alphabet[6]